# رویدادهای سالانه در تورنتو
رویدادهای سالانه در تورنتو (انگلیسی: Annual events in Toronto)جشنواره‌ها، نمایش‌ها و نمایشگاه‌های متعددی سالانه در تورنتو برگزار می‌شود که عبارتند از:

## ژانویه
- تابستانی و زمستانی
- جشنواره طراحی خارج از سایت تورنتو
- هفته طراحی تورنتو

## فوریه
- نمایشگاه بین‌المللی خودروی کانادا - در مرکز همایش مترو
- شهر زمستانی

## مارس
- Cinéfranco
- روز سنت پاتریک
- هفته موسیقی کانادا

## آوریل
- Sporting Life 10K
- جشنواره بین‌المللی مستند هات داکز کانادا
- رژه روز خالصه اولین بار در سال ۱۹۸۶ برگزار شد
- هفته مد تورنتو

## مه
- کبیج تاون (تورنتو) - اولین یکشنبه ماه مه برگزار شد.
- درها باز می‌شود تورنتو
- میعادگاه علمی
- انیمه شمال - معمولاً آخر هفته بعد از روز ویکتوریا برگزار می‌شود، اگرچه بعضی اوقات در آخر هفته طولانی.
- جشنواره هنرهای طنز تورنتو در کتابخانه مرجع تورنتو

## ژوئن
- لومیناتو جشنواره هنر و خلاقیت که در سال ۲۰۰۷ تأسیس شد
- شمال از شمال غربی (جشنواره)، جشنواره پنج روزه زنده موسیقی و فیلم و کنفرانس موسیقی.
- پراید تورنتو جشنواره بزرگ افتخار به همجنسگرایی
- جشنواره جاز تورنتو - در فضای داخلی مختلف و در سراسر مرکز شهر واقع شده‌است
- جشنواره ماچ موزیک ویدئو
- فستیوال بین‌المللی قایق اژدها تورنتو - جزیره مرکزی
- جشن موسیقی (روز جهانی موسیقی) - ۲۱ ژوئن سالانه. نوازندگان از سراسر جهان کنسرت‌های رایگان را در سراسر شهر اجرا می‌کنند
- VRTO Virtual & Augmented Reality World Conference & Expo - یک کنفرانس واقعیت مجازی که هر سال در هفته سوم ژوئن برگزار می‌شود.

## ژوئیه
- جشنواره حاشیه تورنتو، بزرگترین جشنواره تئاتر تورنتو
- جایزه بزرگ تورنتو در محل نمایشگاه (تورنتو)
- کاریبانا بزرگ‌ترین جشنواره خیابانی آمریکای شمالی است که فرهنگ کارائیب/هند غربی را به نمایش می‌گذارد (در برخی سال‌ها اوایل ماه اوت).
- جشنواره بین‌المللی جاز سواحل - سواحل
- تابستانی و زمستانی
- ConBravo! کنوانسیون هواداران
- Brickfete جشنواره طرفداران لگو
- راجرز کاپ - تورنمنت ATP World Tour Masters 1000 و انجمن تنیس زنان Premier 5 تنیس مسابقاتی که سالانه برگزار می‌شود از سال ۱۸۸۱

## اوت
- نمایشگاه ملی کانادا
- جشنواره طعم دانفورث فرهنگ عمدتاً یونانی خیابان دانفورث را به نمایش می‌گذارد و به فرهنگ‌های دیگر منطقه گسترش یافته‌است.
- فن اکسپو کانادا

## سپتامبر
- نمایشگاه بین‌المللی هوایی کانادا خارج از محوطه CNE در دریاچه انتاریو
- تری فاکس ران
- جشنواره بین‌المللی فیلم تورنتو یکی از سه رویداد بزرگ جهانی فیلم به حساب می‌آید، با جشنواره کن و جشنواره بین‌المللی فیلم برلین، با اکران‌های بیشتر و فیلم‌های بیشتر از هر دو.
- کبیج تاون (تورنتو)، دومین آخر هفته در سپتامبر برگزار شد.
- جشنواره بین‌المللی داستان‌های واقعیت مجازی و واقعیت افزوده FIVARS هفته سوم سپتامبر
- ویرجین فستیوال، بر اساس جشنواره بریتانیا
- Word on the Street - بزرگترین جشنواره سالانه کتاب و مجله در فضای باز کانادا
- طعم کینزوی - جشن غذا و موسیقی، جشنواره طعم کینزوی یک روش و طریق خانوادگی برای احترام به جامعه است.

## اکتبر
- نویی بلانش
- ماراتون ساحلی تورنتو - یکی از تنها پنج ماراتن IAAF Gold Label ماراتن در آمریکای شمالی، دویدن در امتداد ساحل با شروع و پایان در مرکز شهر تورنتو
- فستیوال فیلم پس از تاریکی تورنتو

## نوامبر
- جوایز فین‌تک کانادا. یک شام سالانه جوایز جشن نوآوری کانادایی که در سال ۲۰۱۵ آغاز شد.[۱]

رژه بابا نوئل در تورنتو (در سال ۱۹۰۴ تنها با یک شناور شروع شد، اکنون دارای ۳۲ شناور، ۲۴ باند و ۲۰۰۰ شرکت کننده است. این یکی از بزرگترین تولیدات در آمریکای شمالی است و در بسیاری از کشورها پخش می‌شود. سراسر دنیا)
- جشنواره سواره نظام چراغ‌ها

نمایشگاه زمستانی رویال کشاورزی، نمایشگاه پاییزی سالانه که از سال ۱۹۲۲ آغاز شد.

## دسامبر
- احیای روح اسلامی